# Uwe Wolf
Uwe Wolf (Neustadt (Coburg), 10 de agosto de 1967) é um ex-futebolista alemão, jogava como defesa central e acabou a carreira no Sport Clube de Freamunde .

## Trajetória
O defesa jogou de 1974 em FC 08. Em 1985, foi para o SV Waldhof Mannheim, mas ficou apenas um ano. De 1986 a 1989, fez parte da equipa do SV Edenkoben. A partir de 1989, Wolf jogou na Bundesliga, até 1994, tendo completado 81 jogos pelo FC Nuremberga, onde marcou cinco golos, e na época de 1994/95, nove jogos pelo TSV 1860 Munique. Depois, mudou-se para o México durante alguns anos. Durante um ano, jogou no Necaxa, com o qual conseguiu ganhar o campeonato em 1996. Depois, jogou um ano no Puebla Fútbol Club. Durante este período, Uwe recebeu a alcunha de "el lobo" ("o lobo"). Em 1998, regressou à Europa, onde jogou uma época na equipa SV Austria Salzburg e, em 1999/2000, no Dínamo de Dresden. No final da sua carreira ativa, esteve ainda um ano em Portugal, no SC Freamunde.

## Clubes

### Como futebolista
| Clube                    | País     | Ano       |
| ------------------------ | -------- | --------- |
| SV Edenkoben             | Alemanha | 1986-1989 |
| FC Nuremberg             | Alemanha | 1989-1994 |
| 1860 Munich              | Alemanha | 1994-1995 |
| Clube Necaxa             | México   | 1995-1996 |
| Povoa Futebol Clube      | México   | 1996-1997 |
| Atlético Yucatán         | México   | 1997-1998 |
| SV Áustria Salzburg      | Áustria  | 1998-1999 |
| Dinamo Dresde            | Alemanha | 1999-2000 |
| Sport Clube de Freamunde | Portugal | 2000-2002 |

### Como treinador
| Clube             | País     | Ano       |
| ----------------- | -------- | --------- |
| 1860 Munich       | Alemanha | 2009      |
| KSV Hessen Kassel | Alemanha | 2011-2013 |
| Wacker Burghausen | Alemanha | 2013-     |

## Palmarés

### Campeonatos nacionais
| Título                     | Clube  | País   | Ano     |
| -------------------------- | ------ | ------ | ------- |
| Primeira Divisão de México | Necaxa | México | 1994-95 |
| Primeira Divisão de México | Necaxa | México | 1995-96 |